# 杭迎伟
杭迎伟（1969年11月—），男，汉族，江苏扬州人。中国共产党党员，1989年7月参加工作，中华人民共和国政治人物、第十三届全国人民代表大会上海地区代表。

## 生平
曾任上海市人民政府副秘书长，浦东新区区委副书记、区长。2018年2月24日，当选为第十三届全国人大代表，任期至2023年。
2023年10月，杭迎伟离开浦东新区，转任中共上海建工集团股份有限公司委员会书记。